# Der Humbug

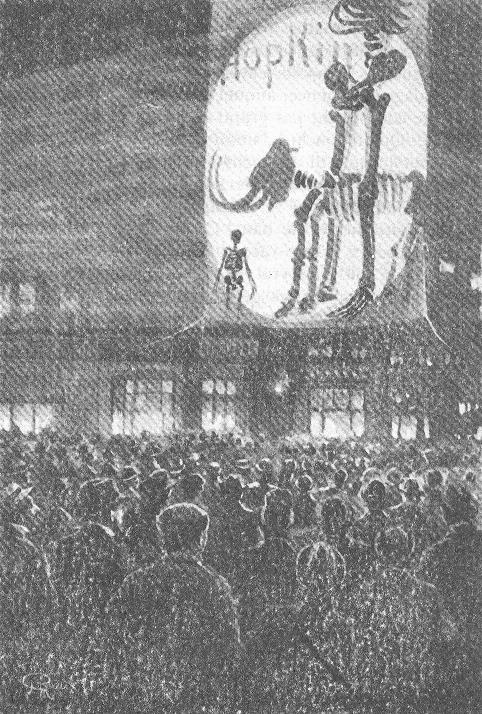
Illustration von George Roux aus der Kurzgeschichte Der Humbug

Der Humbug (Le Humbug, auch Moeurs américaines. Le Humbug) ist eine Kurzgeschichte des französischen Autors Jules Verne. Sie wurde 1867 von Jules Verne geschrieben, aber zu seinen Lebzeiten nicht veröffentlicht. Vernes Sohn Michel Verne nahm die Geschichte in den Sammelband Hier et demain (Gestern und morgen) auf, der 1910 erschien.

## Handlung
Der amerikanische Geschäftsmann Hopkins lebt davon, gewinnbringende Sensationen in bare Münze umzuwandeln. Seine neueste Idee ist es, zu behaupten, ein gigantisches fossiles Skelett in seiner Sammlung zu haben. Das Skelett soll 12,5 m hoch sein und in Schaustellungen zu sehen sein. Doch als es zur Aufführung kommen soll, macht Hopkins einen Rückzieher. Wilde Tiere sollen das Skelett zerstört haben. Der ganze Vorgang ist jedoch ein Bluff. Hopkins geht es in Wirklichkeit nicht darum, Geld als Schausteller zu verdienen. Er plant vielmehr, mit Hilfe des Humbugs den Unternehmenswert zu steigern und dann seine Anteile am Unternehmen gewinnbringend zu verkaufen.

## Bibliografie (Auswahl)
- Jules Verne, Michel Verne: Der Humbug. Edition Dornbrunnen, 2011, ISBN 978-3-943275-00-1.